# メタカラー
メタカラー（Metacolor）は、積水樹脂株式会社が販売する金属樹脂複合板（内装用装飾建材）のブランド名。一般的に金属樹脂複合板は、樹脂芯材を金属でラミネートして製造され、樹脂の寸法安定性、平滑性、加工の容易さ、金属板と比較した重量の軽さが特徴。金属樹脂複合板や金属樹脂積層板とも呼ばれる。